# Mezquita Al Askari

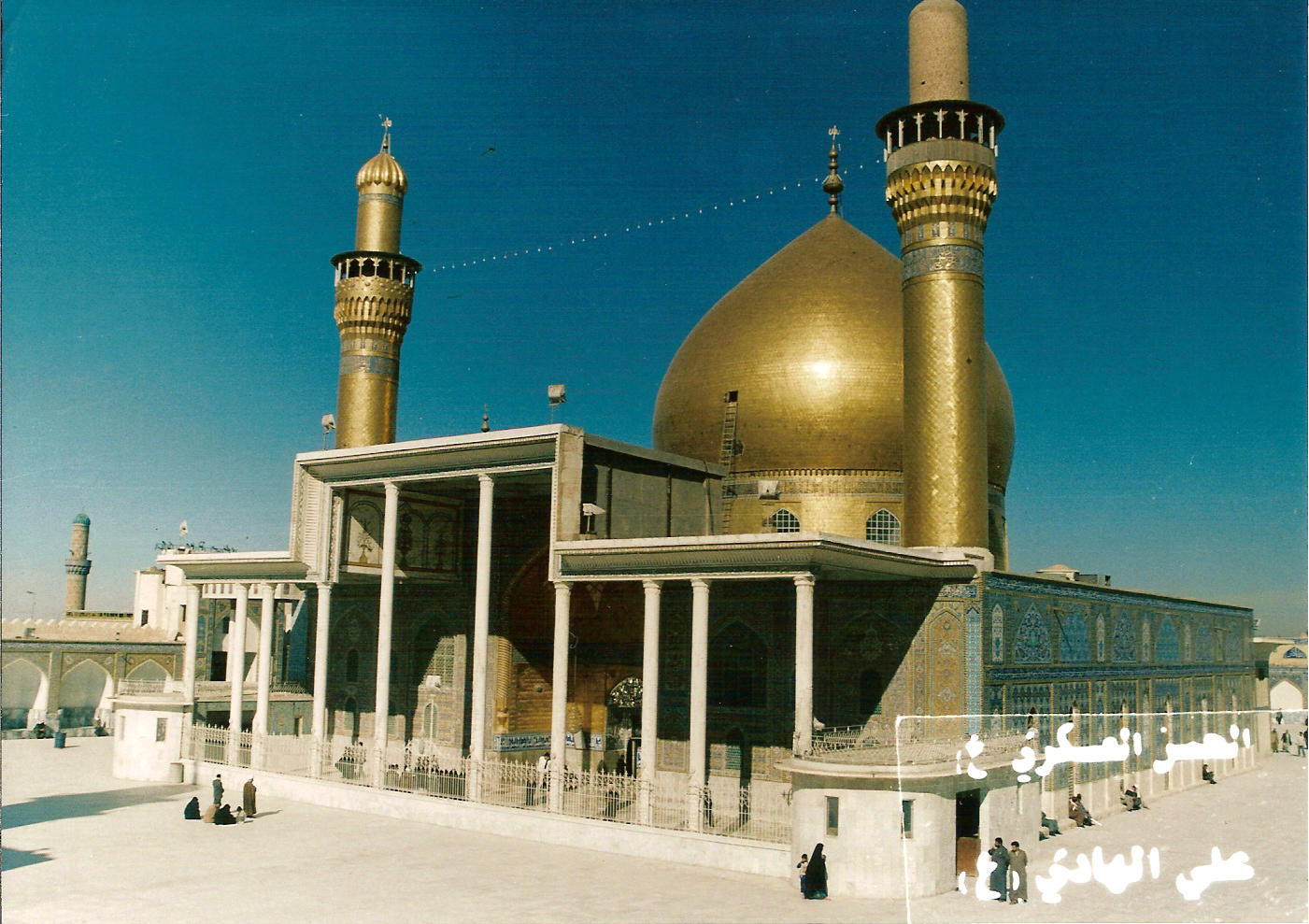
La mezquita Al-Askari antes del ataque de 2006.

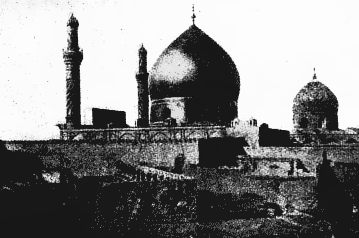
Mezquita Al-Askari en Samarra, 1916.

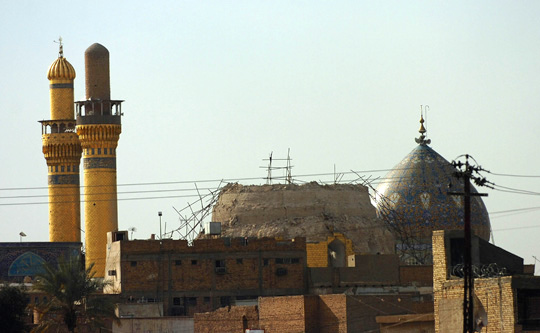
la mezquita en 2006 después de la primera bomba.

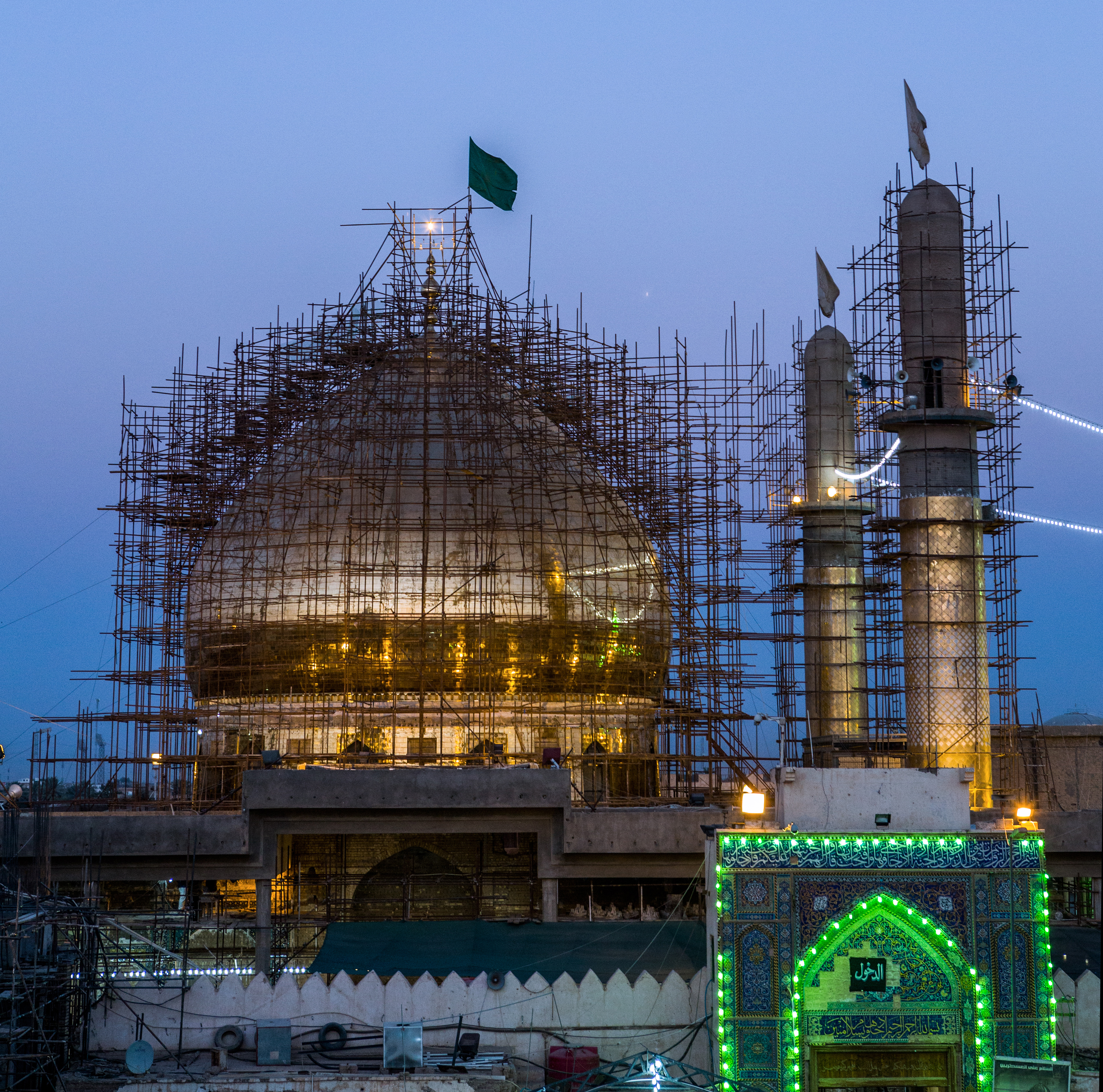
Reparaciones en la mezquita en octubre de 2013.

La Mezquita Al-Askari o Santuario Al-Askari es uno de los sitios sagrados de la corriente chií del Islam. El santuario está ubicado en la ciudad de Samarra. Es una de las mezquitas más importantes del mundo, construida en el año 944. Los restos del décimo y del undécimo imanes chiíes, Alí al-Hadi y Hasan al-Askari, mejor conocidos como los dos Askaris, descansan en el lugar, junto al santuario del duodécimo imán, el imán oculto Muhámmad al-Mahdi. El santuario de Al-Askari también se conoce como la Tumba o el Mausoleo de los Imanes.

## Reconstrucción
El santuario ha sido restaurado y reconstruido muchas veces desde su construcción inicial. La última remodelación se llevó a cabo a finales del siglo XIX, y la cúpula dorada fue añadida en 1905. La cúpula cuenta con 72 000 piezas de oro y está rodeada por paredes de porcelanas azules. La cúpula de la mezquita es la característica dominante de la panorámica de Samarra con una altura aproximada de 68 metros y un diámetro de 20 metros.

## Ataque
El 22 de febrero de 2006 a las 6:55 las explosiones ocurridas en la mezquita destruyeron la cúpula dorada y produjeron severos daños en la estructura de la misma.
El Ministerio del Interior iraquí informó que cuatro hombres vestidos con uniformes militares, y tres hombres de negro, el miércoles en la mañana detonaron dos bombas en el interior de la cúpula, derribándola, y también parte del muro norte del edificio.
El Presidente iraquí, Jalal Talabani, denunció una posible conspiración para provocar una guerra civil en su país. A pesar del mensaje del presidente, ningún grupo se ha atribuido el atentado, pero según la agencia AP, los grupos ligados con Al-Qaeda en Irak, entre ellos el del jordano Abu Musab al-Zarqawi, podrían estar detrás del atentado.
Luego del suceso, se registraron cerca de 27 ataques contra mezquitas sunnitas, que causaron la muerte de al menos 47 personas, según fuentes policiales. El gobierno iraquí ha hecho un llamamiento a la unidad nacional para evitar que aumente la tensión.
El 13 de junio de 2007 la mezquita sufrió otro atentado.